# 浮谷秀一
浮谷 秀一（うきや しゅういち、1953年 - ）は、日本の心理学者。
専攻領域は、教育心理学・ビジネス心理学。

## 経歴
- 明星大学人文学部心理教育学科心理学専攻
- 日本大学大学院文学研究科心理学専攻修士課程
- 明星大学大学院人文学研究科心理学博士後期課程
- 東京富士大学経営学部経営心理学科教授

## 著書・論文等
- 2013年 パーソナリティ心理学ハンドブック 福村出版 ISBN 978-4571240492
- 2012年 わかる!使える!人間関係の心理学 : ちょっとしたしぐさや話し方で「相手の心・自分の魅せ方・人の動かし方」がわかる! メイツ出版 ISBN 978-4780412307
- 2009年 「血液型気質相関説」の史的評論(III)追悼 能見俊賢・中国における血液型性格判断を中心にして　応用心理学研究 34(2) 97 - 106
- 2008年 「血液型気質相関説」の史的評論(II)目黒宏次・澄子と能見正比古の構想を中心にして　応用心理学研究 33(2) 59 - 72
- 2007年 「血液型気質相関説」の史的評論 ―原来復の時代から古川竹二の時代まで―　応用心理学研究 33(1) 1 - 12
- 2000年 青年心理学トゥデイ 福村出版 ISBN 978-4571230394
- 2005年 こころの発達と学習の心理 啓明出版 ISBN 978-4874480229
- 1994年 行動の科学（こころの科学） 福村出版 ISBN 978-4571205613
- 1990年 心理学アスペクト 福村出版 ISBN 978-4571200571
- 1985年 子どもの発達心理学 福村出版 ISBN 978-4571230028
- 1983年 乳幼児発達心理学 福村出版 ISBN 978-4571230387

## 研究テーマ
- EQ（Emotional Quotient：感情知能指数）
- 血液型性格判断

## 所属学会
- 日本応用心理学会
- 日本教育心理学会
- 日本心理臨床学会
- 日本パーソナリティ心理学会
- 日本マイクロカウンセリング学会
- 産業・組織心理学会
- 日本感情心理学会